# Tiburonella moroccoyensis
Tiburonella moroccoyensis is een vlokreeftensoort uit de familie van de Platyischnopidae. De wetenschappelijke naam van de soort is voor het eerst geldig gepubliceerd in 2000 door Ortiz, Martin & Atienza.